# Clytus arietis
Clytus arietis és una espècie de coleòpter de la família dels cerambícids. És un dels anomenats escarabat vespa, ja que imiten (mimetitzen), no sols els colors de les vespes, sinó la seva forma de caminar. És una espècie comuna a Catalunya.
Les larves s'alimenten de fusta morta i l'emergència de l'adult se sol produir a principis o mitjans de la primavera. L'adult s'alimenta de pol·len i és inofensiu.